# Myzomorphus quadripunctatus
Myzomorphus quadripunctatus är en skalbaggsart som först beskrevs av Gray 1831.  Myzomorphus quadripunctatus ingår i släktet Myzomorphus och familjen långhorningar.
Artens utbredningsområde är Venezuela. Inga underarter finns listade i Catalogue of Life.